# .416 Rigby

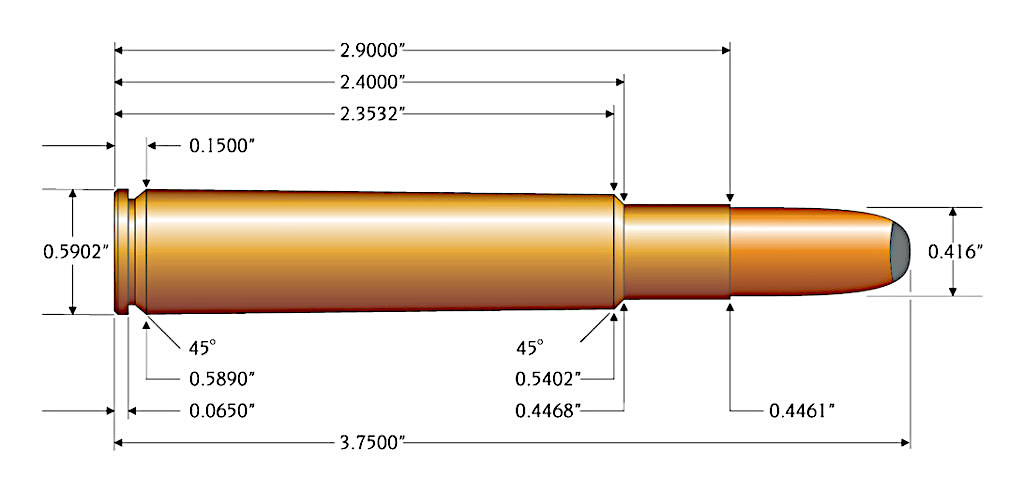
Dimensões do .416 Rigby.

O .416 Rigby  é um cartucho de fogo central para rifle projetado em 1911 pelo fabricante de armas John Rigby & Company de Londres, voltado para caça dos "Big Five" na África e na Índia. Foi o primeiro cartucho a usar uma bala de 0,416 pol. (10,57 mm) de diâmetro. Os rifles, construídos pela John Rigby & Co., foram inicialmente feitos com a ação Magnum Mauser 98 (um derivado do rifle por ação de ferrolho Gewehr 98), embora em anos posteriores, alguns foram feitos com ações de comprimento padrão, um exemplo perfeito sendo o rifle usado pelo lendário caçador profissional Harry Selby. Outros usuários famosos do cartucho foram o comandante David Enderby Blunt, John Taylor e Jack O'Connor.

## Descendentes
Esses são alguns cartuchos baseados no .416 Rigby:
- .300 Lapua Magnum
- .338 Lapua Magnum
- .450 Dakota
- .450 Rigby
- .510 Whisper